# Opatovská Nová Ves
Opatovská Nová Ves, ungarisch Apátújfalu (bis 1927–1948 slowakisch „Opatovce-Nová Ves“ – bis 1927 „Opatovce“) ist eine Gemeinde im Süden der Slowakei mit 626 Einwohnern (Stand 31. Dezember 2024). Sie gehört zum Okres Veľký Krtíš, einem Kreis des Banskobystrický kraj.

## Geographie
Die Gemeinde befindet sich im Talkessel Ipeľská kotlina, einem Teil der größeren Einheit Juhoslovenská kotlina, im Tal des Baches Čebovský potok im Einzugsgebiet des Ipeľ. Durch den Westteil des Gemeindegebiets fließt zudem der Kosihovský potok, der hier im Stausee Nenince aufgestaut ist. Das Ortszentrum liegt auf einer Höhe von 152 m n.m. und ist 20 Kilometer von Veľký Krtíš entfernt.
Nachbargemeinden sind Bátorová im Norden, Záhorce im Osten, Slovenské Ďarmoty im Süden, Lesenice im Südwesten und Trebušovce im Westen.

## Geschichte
Die heutige Gemeinde entstand nach 1902 durch Zusammenschluss der Orte Opatovce (ungarisch Apáti) und Nová Ves (ungarisch Újfalu).
Opatovce wurde im 13. Jahrhundert gegründet und zum ersten Mal 1302 als Apaty schriftlich erwähnt und war damals Besitz der Familie Hunt. Die Einwohner waren vorwiegend als Landwirte und Winzer beschäftigt.
Nová Ves entstand im 13. Jahrhundert im Herrschaftsgebiet der Familie Hunt und wurde ersturkundlich 1330 als Ujfalu erwähnt. Das Dorf gehörte als Gut zum Kloster in Bzovík, später verschiedenen landadligen Familien, im 18. Jahrhundert war es Besitz von Familien wie Vajda, Blaskovics und Tihany. 1715 gab es 11 Haushalte, 1828 zählte man 21 Häuser und 122 Einwohner.
Bis 1918/1919 gehörte der im Komitat Hont liegende Ort zum Königreich Ungarn und kam danach zur Tschechoslowakei beziehungsweise heute Slowakei. Auf Grund des Ersten Wiener Schiedsspruchs lag er von 1938 bis 1945 noch einmal in Ungarn.

## Bevölkerung
| Jahr                | 1994 | 2004    | 2014    | 2024     |
| ------------------- | ---- | ------- | ------- | -------- |
| Anzahl der Personen | 646  | 634     | 697     | 626      |
| Unterschied         |      | −1,85 % | +9,93 % | −10,18 % |

| Jahr                | 2023 | 2024    |
| ------------------- | ---- | ------- |
| Anzahl der Personen | 629  | 626     |
| Unterschied         |      | −0,47 % |

Gemäß der Volkszählung 2011 wohnten in Opatovská Nová Ves 719 Einwohner,  davon 394 Magyaren und 252 Slowaken. 15 Einwohner gaben eine andere Ethnie an und 58 Einwohner machten keine Angabe zur Ethnie. 
621 Einwohner bekannten sich zur Römisch-katholischen Kirche, acht Einwohner zur Evangelischen Kirche A. B., jeweils zwei Einwohner zu den Zeugen Jehovas und zur evangelisch-methodistischen Kirche und ein Einwohner zur reformierten Kirche. 10 Einwohner waren konfessionslos und bei 75 Einwohnern wurde die Konfession nicht ermittelt.

## Bauwerke
- römisch-katholische Herz-Jesu-Kirche aus dem Jahr 1924